# Cerutti (cognome)
Cerutti è un cognome in lingua italiana.

## Varianti
Cognomi simili, per etimologia, somiglianza ortografica e area di diffusione sono:
- Ceratti
- Cerri

## Origine e diffusione
Il cognome, come alcuni suoi simili, deriva dalla parola latina "Cerrum", una pianta nota come Cedrus.
Il cognome è molto diffuso in provincia di Novara, in particolare nel nord della provincia, a Borgomanero e dintorni.

## Persone
- Fabio Cerutti – atleta italiano
- Francesco Cerutti – ciclista su strada italiano
- Furio Cerutti, filosofo italiano
- Ico Cerutti, nome d'arte di Federico Cerutti, cantante, compositore e chitarrista italiano.